# Tetragnatha marquesiana
Tetragnatha marquesiana este o specie de păianjeni din genul Tetragnatha, familia Tetragnathidae, descrisă de Berland, 1935. Conform Catalogue of Life specia Tetragnatha marquesiana nu are subspecii cunoscute.